# Schleinitzia megaladenia
Schleinitzia megaladenia är en ärtväxtart som först beskrevs av Elmer Drew Merrill, och fick sitt nu gällande namn av Philippe Guinet och Ivan Christian Nielsen. Schleinitzia megaladenia ingår i släktet Schleinitzia och familjen ärtväxter. Inga underarter finns listade i Catalogue of Life.